# Apolizumab
L'apolizumab è un anticorpo monoclonale umanizzato sviluppato per il trattamento delle neoplasie di ambito ematologico (leucemie, linfomi, mielomi). Essendosene evidenziata l'inefficacia terapeutica e la pericolosità, nel 2005 l'anticorpo smise di essere prodotto. Tra gli effetti collaterali più gravi legati alla sua assunzione figuravano la meningite asettica e la sindrome emolitico-uremica.